# Liste der denkmalgeschützten Objekte in Bischofstetten
Die Liste der denkmalgeschützten Objekte in Bischofstetten enthält die denkmalgeschützten, unbeweglichen Objekte der Gemeinde Bischofstetten.

## Denkmäler
| Foto |                 | Denkmal                                                                 | Standort                                         | Beschreibung | Metadaten |
| ---- | --------------- | ----------------------------------------------------------------------- | ------------------------------------------------ | --- | --- |
| ja   | Datei hochladen | Kapelle mit drei spätgotischen Figuren HERIS-ID: 34176 Objekt-ID: 32172 | neben Haag 5 Standort KG: Bischofstetten         | Die 1933 erbaute Giebelkapelle beinhaltet drei spätgotische Figuren der hll. Dorothea, Barbara und Jakobus d. Älteren. | BDA-Hist.: Q37956839 Status: Bescheid Stand der BDA-Liste: 2025-06-30 Name: Kapelle mit drei spätgotischen Figuren GstNr.: 550/1             |
| ja   | Datei hochladen | Kath. Pfarrkirche hl. Agatha HERIS-ID: 49552 Objekt-ID: 53374           | Kirchenplatz 1 Standort KG: Bischofstetten       | Die Kirche ist eine Gründung durch die Regensburger Bischöfe im 9. Jahrhundert und war im 11./12. Jahrhundert eine Filiale von Hürm. Der Kirchhof wird im Süden durch eine Futtermauer abgeschlossen und deutet auf eine frühmittelalterliche Burgkirchenanlage. | BDA-Hist.: Q24026238 Status: § 2a Stand der BDA-Liste: 2025-06-30 Name: Kath. Pfarrkirche hl. Agatha GstNr.: 1443 Pfarrkirche Bischofstetten |
| ja   | Datei hochladen | Pfarrhof HERIS-ID: 76048 Objekt-ID: 89589                               | Kirchenplatz 2 Standort KG: Bischofstetten       | Der Pfarrhof wurde nach Plänen von Josef Wissgrill um 1746 erbaut. Der kubische, zweigeschoßige Bau hat ein Walmdach und über dem Portal ein Kartuschenrelief mit dem Doppeladler, innen teilweise Platzlgewölbe und Schmiedeeisengitter.                        | BDA-Hist.: Q38142189 Status: § 2a Stand der BDA-Liste: 2025-06-30 Name: Pfarrhof GstNr.: 1445/1                                              |
| ja   | Datei hochladen | Kriegerdenkmal HERIS-ID: 76051 Objekt-ID: 89592                         | Sankt Pöltner Straße Standort KG: Bischofstetten | Das Kriegerdenkmal mit einer Statue eines Soldaten auf einem hohen Postament stammt aus den 1920er Jahren. | BDA-Hist.: Q38142216 Status: § 2a Stand der BDA-Liste: 2025-06-30 Name: Kriegerdenkmal GstNr.: 1390/8                                        |